# Smarchowice Wielkie (gromada)
Smarchowice Wielkie – dawna gromada, czyli najmniejsza jednostka podziału terytorialnego Polskiej Rzeczypospolitej Ludowej w latach 1954–1972.
Gromady, z gromadzkimi radami narodowymi (GRN) jako organami władzy najniższego stopnia na wsi, funkcjonowały od reformy reorganizującej administrację wiejską przeprowadzonej jesienią 1954 do momentu ich zniesienia z dniem 1 stycznia 1973, tym samym wypierając organizację gminną w latach 1954–1972.
Gromadę Smarchowice Wielkie z siedzibą GRN w Smarchowicach Wielkich utworzono – jako jedną z 8759 gromad na obszarze Polski – w powiecie namysłowskim w woj. opolskim, na mocy uchwały nr VII/23/54 WRN w Opolu z dnia 4 października 1954. W skład jednostki weszły obszary dotychczasowych gromad Smarchowice Wielkie, Nowe Smarchowice i Ziemiełowice ze zniesionej gminy Smarchowice Wielkie w tymże powiecie. Dla gromady ustalono 14 członków gromadzkiej rady narodowej.
31 grudnia 1959 do gromady Smarchowice Wielkie włączono wieś Żaba, przysiółki Żabka i Krzemieniec oraz folwark Świty ze zniesionej gromady Minkowskie w tymże powiecie.
31 grudnia 1961 do gromady Smarchowice Wielkie włączono wsie Nowy Folwark i Jastrzębie ze zniesionej gromady Biestrzykowice oraz wieś Minkowskie ze znoszonej gromady Ligota Książęca w tymże powiecie. 
Gromada przetrwała do końca 1972 roku, czyli do kolejnej reformy gminnej.